# Реннер, Иоганн
Иоганн Реннер (нем. Johann Renner; 1525, Текленбург, Мюнстер — 1583, Бремен) — немецкий юрист и историк. В 1554—1561 годах он жил в Ливонии, где служил управителем канцелярии в некоторых орденских замках; после своего возвращения в Германию служил нотариусом в Бремене. Автор написанной на средненижненемецком языке «Ливонской истории», главным источником для которой стала «Рифмованная хроника».

## Издания «Истории Ливонии»
- Joh. Renners Livlaendische Historien, hrsg. von R. Hausmann und Konst. Hohlbaum. Goettingen, 1876, SS. 32—33.

## Переводы на русский язык
- Бегунов Ю. К., Клейненберг И. Э., Шаскольский И. П. Письменные источники о Ледовом побоище. Западные источники : «История Ливонии» Иогана Реннера // Ледовое побоище 1242 г.: Труды комплексной экспедиции по уточнению места Ледового побоища / Отв. ред. Г. Н. Караев. — М.: Наука, 1966. — С. 237—238. — 240 с.